# Samsunspor
Maillots
Actualités
Samsunspor est un club omnisports turc fondé en 1965 et basé à Samsun dont la branche principale est le football. Ses couleurs sont le rouge et le blanc, le noir est ajouté en hommage à la suite d'un accident tragique en 1989 qui a causé la mort de son entraîneur Nuri Asan et trois de ses joueurs. Le club est présidé depuis 2018 par Yüksel Yıldırım.
Son symbole est Mustafa Kemal Atatürk fondateur de la Turquie moderne et son surnom "Kırmızı Şimşekler". Le club joue ses matchs de football à domicile au 19 Mayıs Stadyumu avec une capacité de 33 919 supporters depuis 2017.
Le club a connu plusieurs légendes telles que Tanju Çolak deux fois meilleur buteur du championnat turc avec Samsunspor accumulant respectivement 33 et 25 buts sur deux saisons consécutives, Serkan Aykut deuxième joueur de Samsunspor à être meilleur buteur du championnat turc avec 30 buts durant la saison 1999-00, Ertuğrul Sağlam ancien joueur et entraîneur du club,  İlhan Mansız et Tümer Metin qui feront tous les deux une grande carrière en club et en équipe nationale, 
Samsunspor est en rivalité avec Trabzonspor, une autre équipe de là région de la mer Noire. De plus, tous les matchs joués par le club avec les équipes de la région de la mer Noire sont appelés Karadeniz derbisi (derby de la mer Noire en français).

## Historique[11]

### Les débuts (1965 - 1985)
Samsunspor évolue au niveau professionnel pour la première fois de son histoire en deuxième division lors de la saison 1965-1966. Pour son premier match professionnel, Samsunspor affronte Yeşildirek S.K, arbitré par Nadir Irmak, le 5 septembre 1965. Le club remporte le match 1-0 grâce au but inscrit par Nihat Serçeme. 

« Nous jouions dans l'ancien stade situé prés du port devant 2 000 personnes. Aujourd'hui, 2 000 personnes ce n'est pas nombreux, mais pour nous c'était spectaculaire. Le ballon brossé venant de droite est passé au-dessus du gardien qui n'a pas réussi à le tenir, j'ai déposé le ballon au sol avec ma poitrine et je l'ai lentement laissé au but. »

Lors de cette première saison de championnat, Samsunspor termine cinquième du groupe blanc. En 1966-1967, le club terminera la saison en deuxième position de son groupe et ira jusqu'en demi-finale de là Coupe de Turquie en éliminant Konyaspor, Manisaspor et Fenerbahçe avec son nouvel entraîneur Nejat Tayman,. Le club a obtenu sa première promotion en Süper Lig en 1969, et remporte par la même occasion le tout premier titre de son histoire.
De sa création en 1965 jusqu'en 1985, le club fera plusieurs allers-retours entre la Süper Lig et la deuxième division, avec au total quatre promotions et trois relégations, sans connaitre de succès en Süperlig.

### Âges d'or (1985 - 1989)
Au milieu des années 80, Samsunspor remporte ses plus grands succès au plus haut niveau du football turc. Après son sacre en deuxième division en 1984-85, Samsunspor réalise d'importants changements dans son effectif, avec notamment la venue de Muzaffer Badalıoğlu transféré de Zonguldakspor. Le club termine le championnat à la troisième place, avec 33 buts marqués par Tanju Çolak en 1985-1986 qui finit meilleur buteur du championnat et troisième meilleur buteur d'Europe. La saison suivante, le club a connu l'une des meilleures saisons de son histoire. Se classant à nouveau troisième en championnat, où Tanju Çolak a encore frappé avec 25 réalisations l'équipe atteint les demi-finales de la Coupe de Turquie. La saison suivante, Samsunspor termine le championnat à la quatrième place et atteint la finale de la Coupe de Turquie.
Samsunspor, qui traverse une période dorée pendant la seconde moitié des années 80, a obtenu 93 victoires et 48 matchs nuls en 172 matchs, a marqué 261 buts contre 125 concédés, a eu deux fois le meilleur buteur du championnat dans son effectif et le club a fourni quatre joueurs en équipe nationale de Turquie, a terminé deux fois troisième du championnat et une fois quatrième.

### Accident (1989 - 1993)
Le 20 janvier 1989, alors que l'équipe se rend à Malatya pour affronter Malatyaspor, Samsunspor a été impliqué dans un accident de bus. L'accident a tué trois joueurs et grièvement blessé sept autres membres de l'équipe. Les premiers secours aux survivants de Samsunspor ont été effectués par un convoi de Çarşambaspor, autre club de la ville de Samsun qui était juste derrière et sur le chemin d'une rencontre contre Diyarbakırspor. les cadres, joueurs de football et fonctionnaires de Çarşambaspor ont emmené les passagers de Samsunspor touché par l'accident à l'hôpital de Havza et ont donné leur sang. Parmi les joueurs tués figuraient Mete Adanır et Muzaffer Badalıoğlu; Zoran Tomić est tombé dans le coma pendant six mois avant de mourir en Yougoslavie, dans sa terre natale. L'entraîneur Nuri Asan et le chauffeur du bus ont également été tués. Bien qu'il ne puisse pas disputer les matchs de la seconde moitié de la saison, Samsunspor est restée en Süperlig avec le statut spécial fourni par la fédération turque de football. Le club a effectué des transferts disproportionnés pour la saison 1989-1990 et a été relégué par manque d'alchimie, Le club sera à nouveau promu la saison d'après, relégué et encore une foi promu en finissant une dernière fois champion en deuxième division.

### Période de stabilité (1993 - 2006)
Étant de nouveau dans la première ligue de football lors de la saison 1993-1994, Samsunspor est entré dans une période de stabilité et a disputé la Süperlig sans interruption pendant treize saisons. Le club débute bien son retour et fini à la cinquième place, en Coupe de Turquie il atteint les quarts de finale, Samsunspor participe et remporte la Coupe des Balkans des clubs. Il devient alors le dernier club à remporter cette coupe mais aussi l'une des rares équipes turques à avoir remporté un trophée européen. À la fin de la saison, Ertuğrul Sağlam, meilleur buteur de Samsunspor quitte l'équipe. Les deux saisons suivantes en 1994-1995 et 1995-1996 l'équipe finira le championnat deux fois a la huitième place et jouera deux demi-finales,,, Lors de la dernière saison de Gheorghe Mulțescu à la tête de l'équipe en 1996-1997, Samsunspor participe à la Coupe Intertoto de l'UEFA pour la première fois et sera éliminé dès le premier tour en finissant deuxième de son groupe.À sa deuxième participation la saison suivante, après avoir disputé six matchs, le club met fin à son aventure européenne en demi-finale en s'inclinant devant son adversaire Werder Brême avec des scores de 3-0 dans les deux matches.
Le club n'a obtenu aucun succès entre 1998 et 2006. La seule statistique significatif du club est d'avoir eu dans son effectif le meilleur buteur de Süperlig Serkan Aykut, buteur à 30 reprises au cours de la saison 1999-2000.
Le club sera relégués a l'issue de la saison 2005-2006 finissant 17e de la Süperlig.

### Difficulté (depuis 2006)
L'équipe a disputé la deuxième division de football turc entre les saisons 2006-2007 et 2010-2011, elle assure sa promotion en Süperlig deux semaines avant la fin de la saison 2010-2011 en finissant deuxième. Le club disputera seulement une saison au plus haut niveau du football turc et sera relégué en finissant 17e. Le club connaîtra une nouvelle relégation à l'issue de la saison 2017-2018 et disputera pour la première fois de son histoire en troisième division. Après une saison à la troisième place, l'équipe finit champion et regagne sa place en deuxième division.

## Bilan sportif

### Palmarès
| Compétitions nationales |
| --- |
| - Championnat de Turquie - Troisième : 1986, 1987 - Championnat de Turquie de deuxième division - Vainqueur : 1969, 1976, 1982, 1985, 1991, 1993, 2023 - Championnat de Turquie de troisième division - Vainqueur : 2020 - Coupe de Turquie - Finaliste : 1988 |

| Compétitions internationales                                                               |
| ------------------------------------------------------------------------------------------ |
| - Coupe des Balkans des clubs - Vainqueur : 1994 - Coupe Intertoto - Demi-finaliste : 1998 |

### Bilan européen
Légende
- Victoire ou qualification pour le tour suivant
- Match nul
- Défaite ou élimination de la compétition

Note : dans les résultats ci-dessous, le score du club est toujours donné en premier.
| Saison    | Compétition     | Tour           | Club           | Domicile | Extérieur | Total    |
| --------- | --------------- | -------------- | -------------- | -------- | --------- | -------- |
| 1997      | Coupe Intertoto | Groupe 6       | Hambourg SV    | N/A      | 1 - 3     | Deuxième |
| 1997      | Coupe Intertoto | Groupe 6       | FBK Kaunas     | N/A      | 1 - 0     | Deuxième |
| 1997      | Coupe Intertoto | Groupe 6       | Leiftur        | 3 - 0    | N/A       | Deuxième |
| 1997      | Coupe Intertoto | Groupe 6       | Odense BK      | 2 - 0    | N/A       | Deuxième |
| 1998      | Coupe Intertoto | Deuxième tour  | Lyngby BK      | 3 - 0    | 1 - 3     | 4 - 3    |
| 1998      | Coupe Intertoto | Troisième tour | Crystal Palace | 2 - 0    | 2 - 0     | 4 - 0    |
| 1998      | Coupe Intertoto | Demi-finale    | Werder Brême   | 0 - 3    | 0 - 3     | 0 - 6    |
| 2025-2026 | Ligue Europa    | Barrages Q     |                | -        | -         | -        |

## Joueurs

### Effectif professionnel actuel
Le tableau ci-dessous, liste l'effectif professionnel de Samsunspor pour la saison 2024-2025.
En grisé, les sélections de joueurs internationaux chez les jeunes mais n'ayant jamais été appelés aux échelons supérieurs une fois l'âge-limite dépassé ou les joueurs ayant pris leur retraite internationale.

### Onze de légende
| Fatih Muzaffer Ercan Emin Nuri Ertuğrul Celil Tanju Serkan Timofte Temel |
| Onze de légende de Samsunspor.                                           |

En novembre 2008, le site samsunspor.biz a organisé un vote pour élire le ‘’onze de légende de Samsunspor’’ avec la participation des fans. Dans l'équipe déterminée à la suite du vote, où 91 joueurs du club ont été présenté au vote, il y avait deux joueurs ayant perdu la vie dans l’accident du 20 janvier 1989. Daniel Timofte est le seul joueur étranger nommé.
Lors de sa venue, le gardien Fatih Uraz sera champion de la deuxième division et finira la Süperlig à la troisième place la saison d’après avec le club de la ville de Samsun, il deviendra l’unique gardien du club à être sélectionné en équipe nationale.
Emin Kar est le premier du trio défensif, il est le capitaine du club de 1980 à 1989, et il arrêtera de force le football à la suite de l’accident du 20 janvier 1989. Ercan Koloğlu jouera pour Samsunspor à partir de 1987, il sera transféré au Fenerbahçe de 1990 à 1992, mais reviendra au club pour jouer sans interruption jusqu’en 2003, il sera capitaine de nombreuses années. Muzaffer Badalıoğlu décédés lors de l’accident, est un des joueurs clés pendant l’âge d’or du club de 1985 à 1989.
Nuri Asan transféré à Samsunspor en 1968 participera a la première monté du club en Süperlig qui deviendra la première équipe de ‘’la région de la mer Noire’’ à atteindre ce niveau, il décédera en tant qu’entraineur du club lors de l’accident du 20 janvier 1989. Ertuğrul Sağlam, Celil Sağır tous les deux internationale turque et Daniel Timofte l’international roumain seront les trois autres milieux de terrain sélectionner dans le meilleur onze du club.
Temel Keskindemir capitaine de l'équipe dans les années 1970, Serkan Aykut qui a terminé la saison 1999-00 en tant que meilleur buteur de la Süperlig et Tanju Çolak qui a remporté le prix de la chaussure de bronze européen avec sa performance à Samsunspor, constitueront le trio offensif.

## Identité du club

### Couleurs
Alors que les couleurs du club étaient en noir et blanc pendant ses années d'amateur, quatre autres équipes amateurs de la ville ont rejoint Samsunspor lors de la professionnalisation du club en 1965. À la recherche d’une nouvelle identité, les couleurs retenues seront le rouge et blanc, couleurs utilisées dans le drapeau national. À la suite de l’accident de 1989, le noir a été ajouté en hommage aux membres de l’équipe ayant perdu la vie.

### Symbole
L'emblème de l'équipe représente le fondateur de la Turquie moderne, Mustafa Kemal Atatürk qui a débuté la Guerre d'indépendance turque à Samsun le 19 mai 1919, date utilisée comme étant le nom du nouveau stade 19 Mayıs Stadyumu. Samsunspor est le seul club de Turquie à utiliser Atatürk dans son emblème. Store 55, la boutique officielle de Samsunspor, a commercialisé un maillot avec la silhouette de Atatürk pendant la saison 2020 - 2021, elle montre son attachement à la république qui lui permet d'attirer la sympathie des supporters d'autres clubs, le maillot sera aussi vendu dans les magasins Fenerium appartenant à Fenerbahçe.

### Maillot
| 1965-66 | 1966-67 | 1968-69 | 1971-72 | 1973-74 | 2004-05 | 2008-09 |

| 2009-10 | 2010-11 | 2011-12 | 2012-13 | 2013-14 | 2018-19 | 2019-20 |

## Structure du club

### Stades

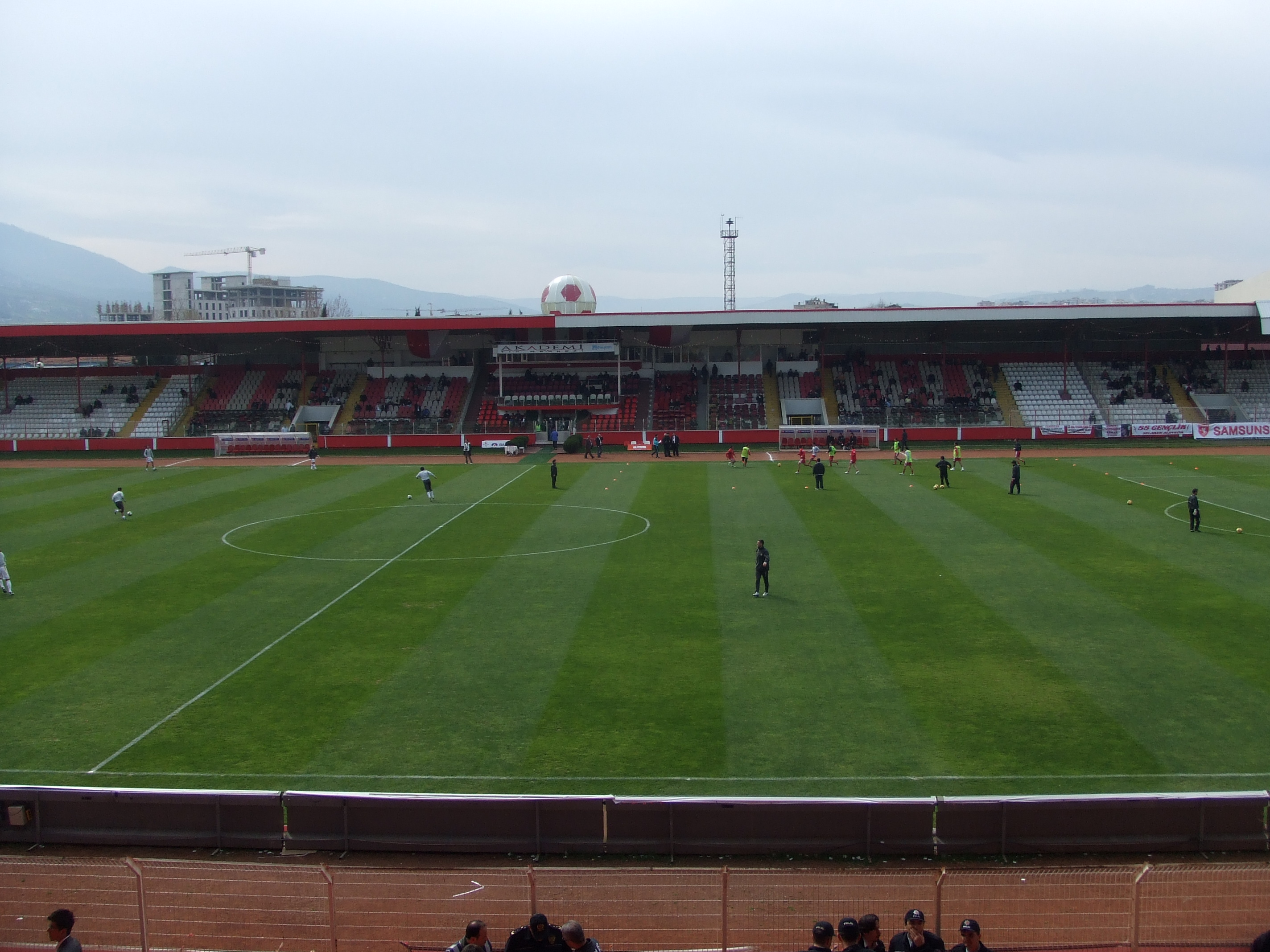
Ancien 19 Mayıs Stadyumu

Ancien 19 Mayıs Stadyumu - ancien stade de football situé à Samsun et appartenant à la direction provinciale des services de la jeunesse et des sports de Samsun. Le stade a ouvert lors du match contre Trabzonspor le 23 février 1975 et a accueilli le Samsunspor jusqu'au match contre Bandırmaspor le 20 mai 2017, Le stade pouvant atteindre une capacité 16 480 spectateurs sera détruit en 2018. Le 10 mai 2019, un livre intitulé ton souvenir suffit sera publié en hommage au stade.

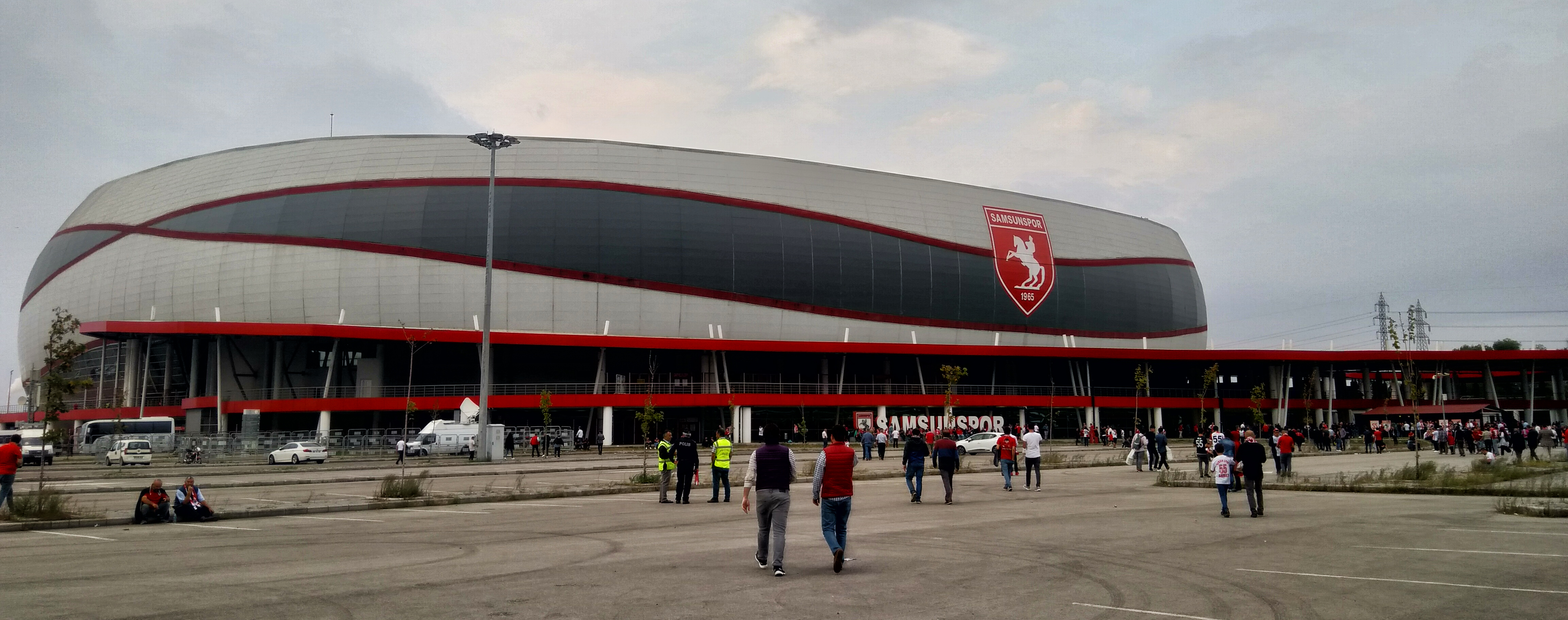
Nouveau 19 Mayıs Stadyumu

Nouveau 19 Mayıs Stadyumu - En avril 2011, Samsunspor annonce son envie de construire un stade neuf d'une capacité de 33 000 places à un coût total estimé à 145 000 000 ₺ livres turques. Le club souhaite commencer les travaux dès 2013 pour une durée estimée à 800 jours. Pour diverses raisons la construction du stade est à l'arrêt à plusieurs reprises, la construction durera finalement 1400 jours.
Alors que le processus de construction était en cours, aucun nom de stade n'avait été retenu par la direction, Stadium Samsun ou Samsun Arena ont tous les deux étaient refusé par les fans qui ont demandé à utiliser le nom de leur ancien stade 19 Mayıs Stadyumu.
Le premier événement organisé au stade a été la cérémonie d'ouverture des jeux des Deaflympics d'été le 18 juillet 2017, l'ouverture officielle a eu lieu onze jours après avec le match amical entre Samsunspor et MKE Ankaragücü. Le premier match officiel était le match de Super Coupe 2017 entre Beşiktaş et Konyaspor
En dehors de l'autoroute, Il est possible d'accéder au stade en utilisant la ligne de tramway desservant Atakum, Canik, İlkadım et Tekkeköy, l'embarquement est gratuit les jours de match

### Entrainement et formation

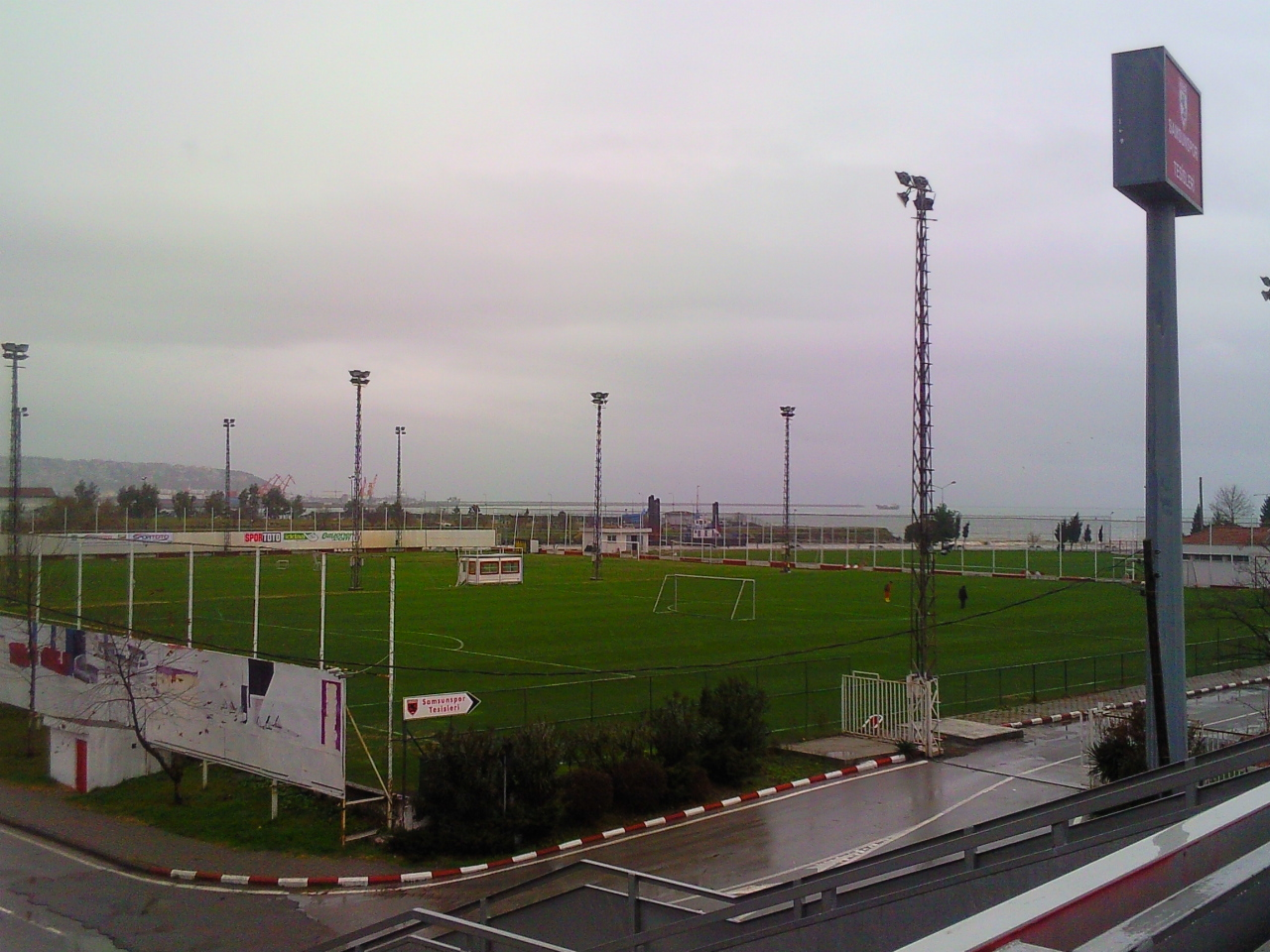
Camp d'entrainement Nuri Asan

Nuri Asan Tesisleri - Sert de camp d’entraînement à Samsunspor. Toutes les unités administratives et techniques du club sont situées dans ces installations. Il a été construit par le club en 1990 lorsque la municipalité de Samsun a loué 60 acres pour une somme symbolique.
Il y a un bâtiment de gestion, un bâtiment technique, des terrains d’entraînement, un salon du football et du personnel technique, des salles à manger, un centre de santé, une piscine de choc, un hammam, des salles de camp, une salle de développement de l’énergie et une buanderie.
Yılport Samsunspor Futbol Akademisi - Est un nouveau centre de formation en construction à İlkadım pour une somme estimée à 30 millions de livres turques.
Bien que l'idée de construire une nouvelle installation pour l'utilisation des équipes de Samsunspor ait été avancée dans les années 2000, cette idée n'a été réalisée qu'après qu'İsmail Uyanık est devenu le président du club le 2 juin 2018. Avec le soutien des municipalités, des gouvernorats et d'autres institutions de la province, une recherche a commencé pour la zone où les installations seront construites,, Après plusieurs changements à la suite de problèmes de prix estimé aux alentours de 20 millions de livres turques pour la remise en état des sols proposés a Tekkeköy, le club demande une zone pour construire les nouvelles infrastructures du club à Batıpark, Étant une zone verte ouverte à l'usage du public, la municipalité refuse une première fois, mais à la suite de la réaction des supporteurs de Samsunspor, la municipalité finit par accepter, En juin 2020, Yüksel Yıldırım a annoncé que les installations seraient nommées Académie de football de İlkadım.

### Activités commerciales
Store 55  - Anciennement Samsunspor Store, le club possède cinq boutiques dans la ville de Samsun et une boutique en ligne. Le premier magasin verra le jour à l'entrée du marché international des étrangers. Le deuxième magasin à Gazipark en 2012 sous la présidence d'Émin Kar, le troisième en septembre 2019 prés du nouveau stade à Tekkeköy, le quatrième a l'aéroport de Samsun-Çarşamba en décembre 2019, Un dernier magasin sera ouvert en septembre 2020 à Atakum.
Samsuncell - le service de réseau GSM est lancé par le conseil d'administration de Samsunspor avec la coopération de Türk Telekom pour la mise en œuvre (anciennement Avea), pour but de créer une source permanente de revenus pour le club. Samsunspor devient le cinquième club sportif de Turquie à lancer ce service après Fenercell, Galatasaray Mobil, Kartalcell et Trabzoncell.

## Supporters
Şirinler - Crée en 1986 le principal groupe ultra de Samsunspor porte le nom de  Şirinler, il est connu pour sa «marche éclair». Des milliers de Şirinler se retrouvent sur l'avenue Çiftlik et marchent jusqu'au stade 19 Mayıs avec des fusées éclairantes, rendant la ville rouge et créant une atmosphère intense.
Forza Samsun - Forza Samsun, qui a émergé indépendamment des groupes existants le 21 novembre 2016 se définit comme la «plate-forme des fans», il s'est imposé avec son identité ultras. Il participe dans les tribunes de Samsunspor avec des bannières faites à la main et ses propres hymnes.
Üniversiteli Samsunsporlular - Aussi connu sous le nom de ÜNİSAM, le groupe vise à rassembler des universitaires et des diplômés universitaires sous un même toit. Le groupe a des bureaux de représentation dans 48 provinces et possède également une sous-formation appelée Liseli Samsunsporlular. En plus d'être un groupe de fans, il réalise également divers projets de responsabilité sociale, tels que l'aide en visitant les écoles des villages, en visitant les lycées et en donnant des conférences sur l'importance de l'enseignement universitaire,,
Söğütlübahçeli Çılgınlar - Groupe de supporter créé en 1984 pour but de réunir les petits groupes dispersés.